# 建城郡
建城郡，中国南北朝时设置的郡。
北魏太和十八年（494年）置建城郡，治所在建城县（今河南叶县西南），隶属于荆州。景明末年废除，改置戍。永熙二年（533年）复置建城郡，属襄州。东魏沿置，北齐再废建城郡。